# Божко Федір
Федір Божко (* 7 червня 1893, Піски Лохвицького повіту Полтавської губернії — † 12 грудня 1921, Харків) — ад'ютант оперативного відділу 2-ї Запорозької дивізії, заступник командира і тимчасовий виконувач обов'язків командира Окремого кінного партизанського дивізіону ім. П. Болбочана, заступник командира полку Чорних запорожців. У січні-березні 1919 року, коли командир полку Петро Дяченко був хворим на тиф, тимчасово виконував обов'язки командира полку. Під час Першої світової війни служив у 2-му Дагестанському полку Кавказької туземної кінної дивізії («Дикої»). Георгіївський кавалер (солдатський Георгіївський хрест 4-го ступеня).
31 серпня 1919 р. у Києві разом з групою козаків виконав наказ Володимира Сальського і зірвав російський прапор з будинку Думи, що спровокувало стрілянину.
Військові звання — корнет російської армії, підполковник Армії УНР.
1920 р. за завданням генерала Омеляновича-Павленка був відправлений на радянську територію з розвідницькою місією під прізвищем Дєментьєв. Був заарештований, утік, але згодом сам з'явився до більшовиків з удаваним каяттям за колишню діяльність, але насправді з метою залишитися на радянській території на легальному стані, щоб знайти і викрити більшовицьких інформаторів у патріотичному середовищі. Заарештований за підозрою в нелояльності, вбитий під час спроби втечи в ніч з 12 на 13 грудня 1921 року.